# Hydriomena clarki
Hydriomena clarki là một loài bướm đêm trong họ Geometridae.